# Tragarz (studium rysunkowe Stanisława Masłowskiego)
Tragarz – studium rysunkowe polskiego malarza Stanisława Masłowskiego (1853–1926) z 1884 roku, znajdujące się (2022) w zbiorach Muzeum Warszawy w Warszawie, opatrzone u dołu z prawej sygnaturą: S.M.84.

## Opis
Studium rysunkowe przedstawia pełną wyrazu figurę tragarza – mężczyzny z jasnym, zapewne siwym zarostem (wąsy, broda), w pozycji siedzącej, ubranego w płaszcz i buty z cholewami, z głową nakrytą maciejówką, z koszem ładunkowym na plecach. Był to więc szkic wykonany zapewne na jesieni lub w zimie. Jest on potraktowany niezwykle realistycznie, ze starannym, niemal pedantycznym ukazaniem szczegółów – twarzy, ubioru, osznurowania kosza itd. Rysunek nawiązuje do warunków życia w Warszawie w drugiej połowie XIX stulecia, kiedy znaczna cześć prac transportowych nie była zmechanizowana (np. dostarczanie opału do pieców w mieszkaniach usytuowanych na piętrach, pozbawionych prawie niespotykanego wówczas centralnego ogrzewania itp.)

## Dane uzupełniające
Studium było reprodukowane w:
- Tadeusz Dobrowolski: Nowoczesne malarstwo polskie, t. II, 1960, s. 269, pod nazwą „Domokrążca; r. 1884”[1]
- „Wędrowiec” 1884, s. 348, 445 jako ilustracja zatytułowana: „Tragarz”[2]

Studium pochodzi z wczesnego okresu twórczości artysty – malarza liczącego około 30–31 lat. W jego życiorysie – według syna artysty, historyka sztuki, Macieja Masłowskiego – lata 1884–1887 były dynamicznym, przełomowym okresem, w którym wszedł on [...] „w nową fazę twórczości i w nowe środowisko sztuki nawiązując bliskie stosunki koleżeńskie z grupą malarzy i pisarzy związaną z 'Wędrowcem', z A. Gierymskim i A. Sygietyńskim, z młodymi J. Pankiewiczem i W. Podkowińskim”. W 1884 roku namalował w swej pracowni dużą olejną kompozycję pejzażową 'Wschód księżyca' (Muzeum Narodowe w Krakowie – Oddział w Sukiennicach). W jego malarstwie ujawniła się wtedy dominacja problematyki światła w nocy i w dzień, a obok koloru pojawił się problem waloru”.
Tadeusz Dobrowolski, zwracając uwagę na zacieśnianie się od około 1880 roku „związków artysty z naturą i żywym modelem” – podkreślał, że dowodzą tego „doskonałe rysunki w rodzaju pełnego ekspresji „Domokrążcy” („Tragarz” pod inną nazwą) z r. 1884”.
Studium, wraz z innymi o tematyce warszawskiej z 1884 roku miało być ilustracją do projektowanej, lecz nie napisanej przez Stanisława Witkiewicza, książki o Warszawie. Prace Stanisława Masłowskiego miały służyć do niej jako materiał ilustracyjny.
„Tragarz” był jedną z wielu, bliskich mu tematycznie, prac artysty z owego roku – ukazujących Warszawę z drugiej połowy dziewiętnastego wieku. Były one reprodukowane w czasopismach „Wędrowiec” i „Tygodnik Illustrowany”.